# Policmajster
Policmajster – naczelnik policji w większych miastach Imperium Rosyjskiego.